# 덴스 파크

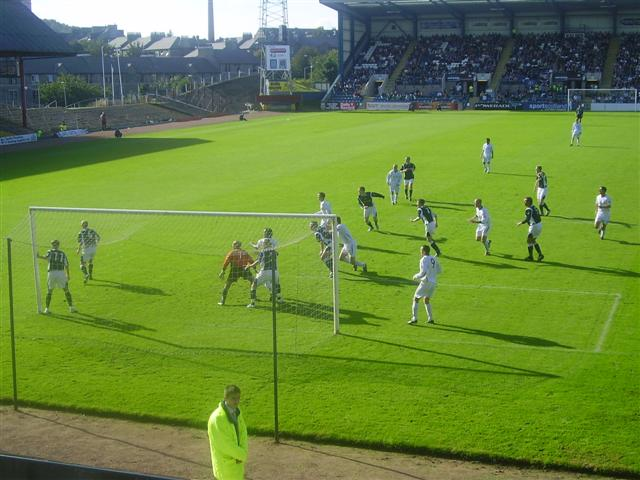

덴스 파크(Dens Park), 공식 명칭 킬맥 스타디움(Kilmac Stadium)은 스코틀랜드 던디의 덴스로드(Dens Road)에 위치한 축구 스타디움이며 스코티시 프리미어십 클럽 던디의 홈구장이며 입장 인원 수는 11,775명이다. 라이벌 던디 유나이티드의 홈구장 Tannadice Park는 200야드(183미터) 떨어진 곳에 위치해있다.